# Unicodeblock Mongolisch, Ergänzung
Der Unicodeblock Mongolisch, Ergänzung (engl.: Mongolian Supplement, U+11660 bis U+1167F) enthält Varianten des mongolischen Zeichens Birga, welche im Unicodeblock Mongolisch keinen Platz mehr fanden. Der Block existiert ab Version 9.0.0 des Standards.

## Tabelle
| Unicodenummer   | Zeichen (400 %) | Kategorie            | Bidirektionale Klasse     | Offizielle Bezeichnung                            | Beschreibung                                               |
| --------------- | --------------- | -------------------- | ------------------------- | ------------------------------------------------- | ---------------------------------------------------------- |
| U+11660 (71264) | 𑙠               | andere Interpunktion | anderes neutrales Zeichen | MONGOLIAN BIRGA WITH ORNAMENT                     | Mongolisches Birga mit Ornament                            |
| U+11661 (71265) | 𑙡               | andere Interpunktion | anderes neutrales Zeichen | MONGOLIAN ROTATED BIRGA                           | Mongolisches gedrehtes Birga                               |
| U+11662 (71266) | 𑙢               | andere Interpunktion | anderes neutrales Zeichen | MONGOLIAN DOUBLE BIRGA WITH ORNAMENT              | Mongolisches doppeltes Birga mit Ornament                  |
| U+11663 (71267) | 𑙣               | andere Interpunktion | anderes neutrales Zeichen | MONGOLIAN TRIPLE BIRGA WITH ORNAMENT              | Mongolisches dreifaches Birga mit Ornament                 |
| U+11664 (71268) | 𑙤               | andere Interpunktion | anderes neutrales Zeichen | MONGOLIAN BIRGA WITH DOUBLE ORNAMENT              | Mongolisches Birga mit doppeltem Ornament                  |
| U+11665 (71269) | 𑙥               | andere Interpunktion | anderes neutrales Zeichen | MONGOLIAN ROTATED BIRGA WITH ORNAMENT             | Mongolisches gedrehtes Birga mit Ornament                  |
| U+11666 (71270) | 𑙦               | andere Interpunktion | anderes neutrales Zeichen | MONGOLIAN ROTATED BIRGA WITH DOUBLE ORNAMENT      | Mongolisches gedrehtes Birga mit doppeltem Ornament        |
| U+11667 (71271) | 𑙧               | andere Interpunktion | anderes neutrales Zeichen | MONGOLIAN INVERTED BIRGA                          | Mongolisches umgekehrtes Birga                             |
| U+11668 (71272) | 𑙨               | andere Interpunktion | anderes neutrales Zeichen | MONGOLIAN INVERTED BIRGA WITH DOUBLE ORNAMENT     | Mongolisches umgekehrtes Birga mit doppeltem Ornament      |
| U+11669 (71273) | 𑙩               | andere Interpunktion | anderes neutrales Zeichen | MONGOLIAN SWIRL BIRGA                             | Mongolisches Wirbel-Birga                                  |
| U+1166A (71274) | 𑙪               | andere Interpunktion | anderes neutrales Zeichen | MONGOLIAN SWIRL BIRGA WITH ORNAMENT               | Mongolisches Wirbel-Birga mit Ornament                     |
| U+1166B (71275) | 𑙫               | andere Interpunktion | anderes neutrales Zeichen | MONGOLIAN SWIRL BIRGA WITH DOUBLE ORNAMENT        | Mongolisches Wirbel-Birga mit doppeltem Ornament           |
| U+1166C (71276) | 𑙬               | andere Interpunktion | anderes neutrales Zeichen | MONGOLIAN TURNED SWIRL BIRGA WITH DOUBLE ORNAMENT | Mongolisches gedrehtes Wirbel-Birga mit doppeltem Ornament |